# Myślibórz (gemeente)
De gemeente Myślibórz is een Poolse stad- en landgemeente en maakt deel uit van powiat Myśliborski. Aangrenzende gemeenten:
- Myślibórz (miasto)
- Barlinek, Dębno en Nowogródek Pomorski (powiat Myśliborski)
- Banie en Trzcińsko-Zdrój (powiat Gryfiński)
- Kozielice, Lipiany en Pyrzyce (powiat Pyrzycki)

in Lubusz:
- Lubiszyn (powiat Gorzowski)

Zetel van de gemeente is in de stad Myślibórz.
De gemeente beslaat 27,8% van de totale oppervlakte van de powiat.

## Demografie
Stand op 30 juni 2004:
| Omschrijving                   | Totaal | Totaal | Vrouwen | Vrouwen | Mannen | Mannen |
| ------------------------------ | ------ | ------ | ------- | ------- | ------ | ------ |
| eenheid                        | aantal | %      | aantal  | %       | aantal | %      |
| inwoners                       | 20 969 | 100    | 10 692  | 51      | 10 277 | 49     |
| bevolkingsdichtheid (inw./km²) | 63,9   | 63,9   | 32,6    | 32,6    | 31,3   | 31,3   |

De gemeente heeft 31,1% van het aantal inwoners van de powiat. In 2002 bedroeg het gemiddelde inkomen per inwoner 1311,82 zł.

## Plaatsen
Myślibórz (Duits Soldin, stad sinds 1270)
Administratieve plaatsen (sołectwo) van de gemeente Myślibórz:
Czółnów, Dalsze, Dąbrowa, Derczewo, Głazów, Golenice, Gryżyno, Kierzków, Kolonia Myśliborzyce, Kruszwin, Listomie, Ławy, Myśliborzyce, Nawrocko, Otanów, Pniów, Prądnik, Pszczelnik, Renice, Rościn, Rów, Sitno, Sulimierz, Wierzbnica, Wierzbówek en Zgoda.